# Colegio Mayor Universitario Chaminade
Colegio Mayor Universitario Chaminade conocido como C.M. Chaminade (Madrid, 1963) es una residencia de estudiantes proyectada por el arquitecto español Luis Moya Blanco y situada en el ámbito de la Ciudad Universitaria de Madrid.

## Arquitectura
El edificio se ubica en el Paseo de Juan XXIII, 9 de Madrid, en el distrito de Moncloa-Aravaca. El edificio está dentro de un proyecto urbano, Ciudad Universitaria de Madrid, iniciado en el año 1929 con la coordinación del arquitecto Modesto López Otero. Dentro de la concepción inicial de una ciudad jardín inspirada en el modelo norteamericano de campus universitaria, la implantación del Chaminade sigue esta inspiración organicista en su situación en la parcela. En una segunda fase de desarrollo, ya después de la Guerra Civil, se construye el Chaminade, con encargo al arquitecto Luis Moya Blanco, autor entre otros muchos edificios de la Universidad Laboral de Gijón, y del Museo de América, también en la Ciudad Universitaria de Madrid.
Luis Moya Blanco parte de un proyecto global que se integra en el ideario de Ciudad Universitaria como ciudad jardín, una ciudad dentro de la ciudad. Así el Chaminade en sí  mismo es una pequeña ciudad dentro de la Universitaria, con instalaciones y servicios para que todos sus habitantes, alojamiento, comida, servicios culturales, de ocio e intercambio social. La organización de los jardines, el bloque residencial con las vistas sobre Ciudad Universitaria con el predominio de los espacios verdes en los fondos sobre Casa de Campo y la Sierra de Guadarrama, completan esos objetivos iniciales de integración de la ciudad en el entorno natural.
La situación en uno de los bordes del recinto de Ciudad Universitaria de Madrid, hace que el proyecto presente una fachada urbana hacia el Paseo de Juan XXIII, pero mostrando esa articulación de los volúmenes diferenciados para cada uso.
El proyecto resuelve la multiplicidad de usos con esa implantación orgánica que estudia los desniveles del terreno para adecuarse a las mejores orientaciones. El programa de usos incluye además de las habitaciones residenciales de los estudiantes universitarios, instalaciones para actividades culturales, de ocio, religiosas. Se articula el edificio residencial con las instalaciones deportivas, la capilla, el auditorio, las aulas y espacios de trabajo, así como los comedores e instalaciones asociadas de cocinas o lavandería.
El edificio se gestiona mediante la Fundación Universitaria Guillermo José Chaminade como un Colegio Mayor que ofrece servicios de alojamiento con instalaciones de servicios complementarios a universitarios durante todo el año. 